# Wapen van Hohenlohe
Het wapen van Hohenlohe is het heraldische symbool van het graafschap en latere vorstendom Hohenlohe.

## Stamwapen

Graafschap Hohenlohe

Het stamwapen van Hohenlohe bestaat uit twee zwarte luipaarden in een zilveren veld.

## De aanspraken op de graafschappen Ziegenhain en Nidda

Hohenlohe 15e eeuw
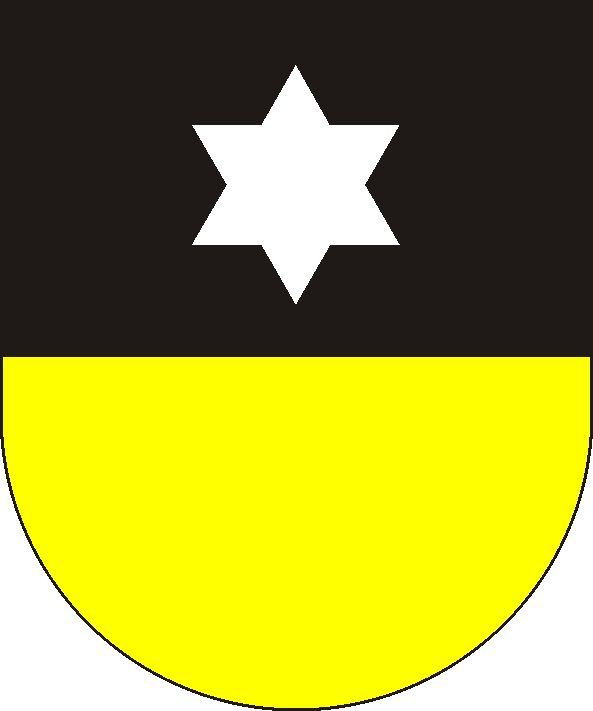
Graafschap Ziegenhain
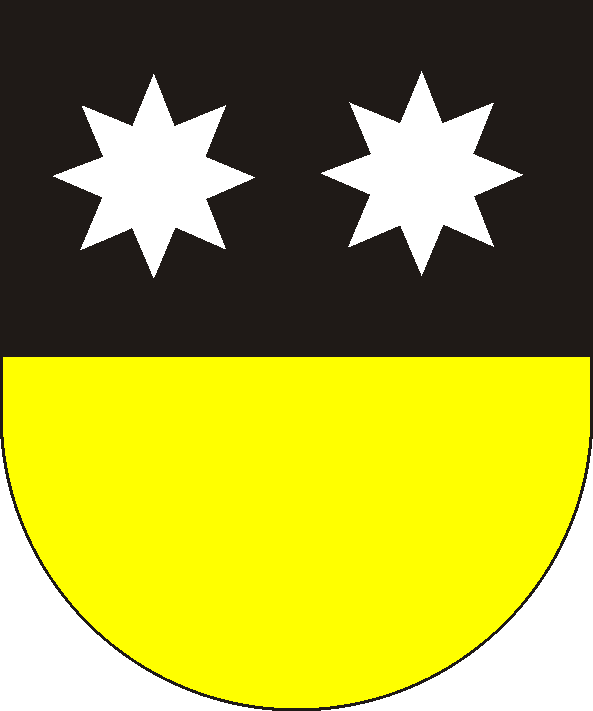
Graafschap Nidda
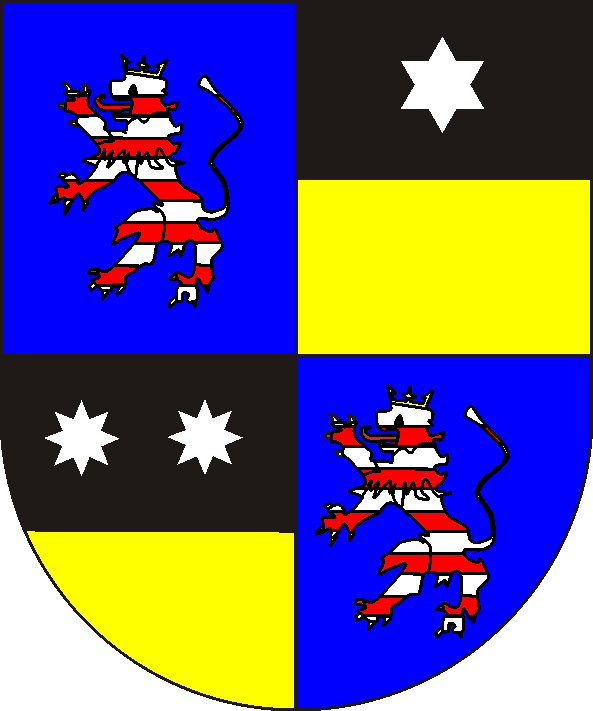
Hessen (1450-1490)

Ten gevolge van het huwelijk van graaf Albrecht van Hohenlohe met gravin Elizabeth van Hanau kwamen de aanspraken op beide graafschappen aan de graven van Hanau. De landgraven van Hessen slaagden erin deze erfenis te verwerven en de wapens van Ziegenhain en Nidda verdwenen dan weer ook uit het wapen van Hohenlohe. In het wapen van Hessen bleven de velden tot 1918.

## De graafschappen Langenburg en Gleichen

Hohenlohe na 1558
Hohenlohe na 1631
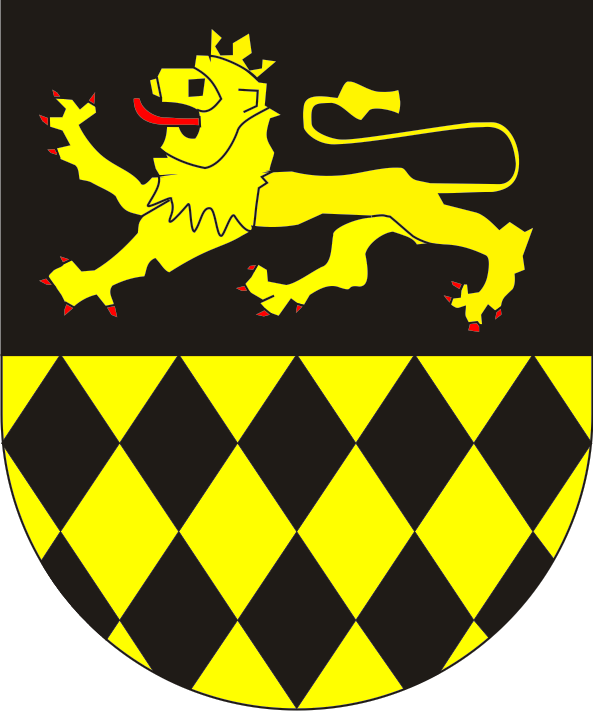
Graafschap Langenburg
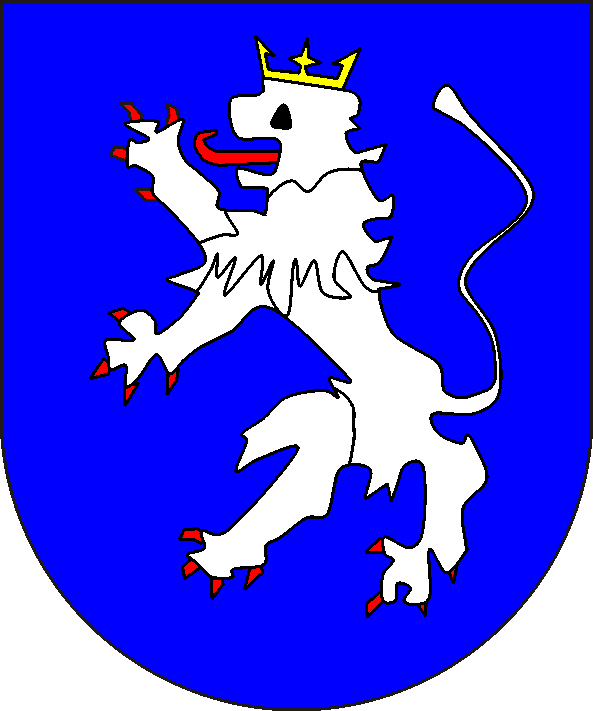
Graafschap Gleichen

Reeds in 1234 was Langenburg door de graven van Hohenlohe verworven. De opname van het wapen van langenburg had dan ook geen politieke betekenis. Door een erfverbroedering werd in 1631 het graafschap Gleichen verworven door de tak Hohenlohe-Neuenstein. Dit graafschap was niet Reichsunmittelbar, maar viel onder het hertogdom Saksen-Weimar. Het gebruik van het wapen bleef niet beperkt tot de graven van Hohenlohe-Neuenstein, ook andere takken namen het veld voor Gleichen in hun wapen op.

## De wapens van de vorsten van Hohenlohe

Vorstendom Hohenlohe
Hohenlohe-Bartenstein
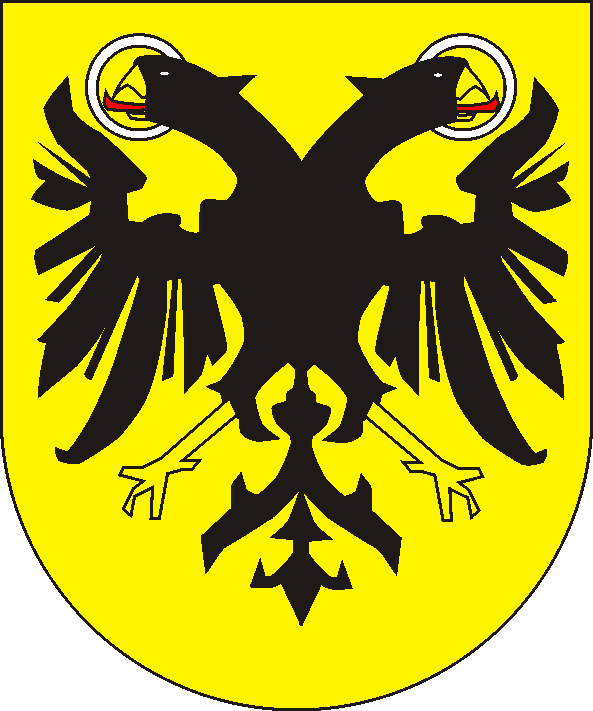
Heilige Roomse Rijk
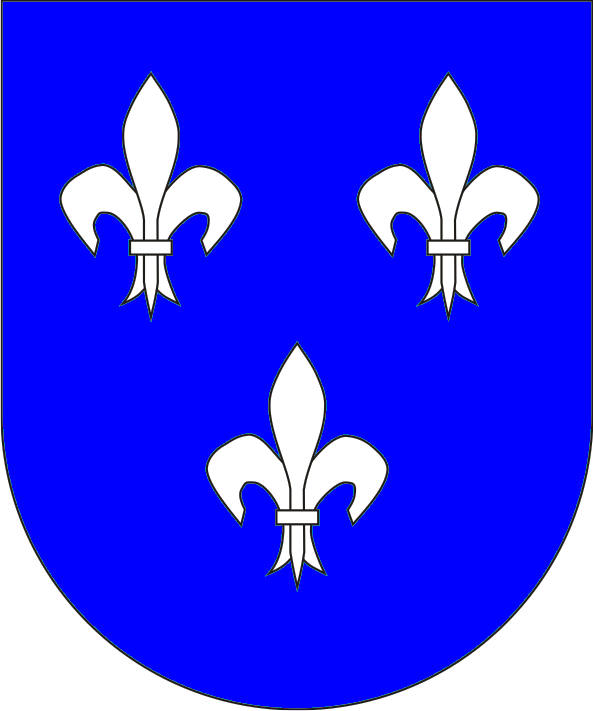
Onbekend
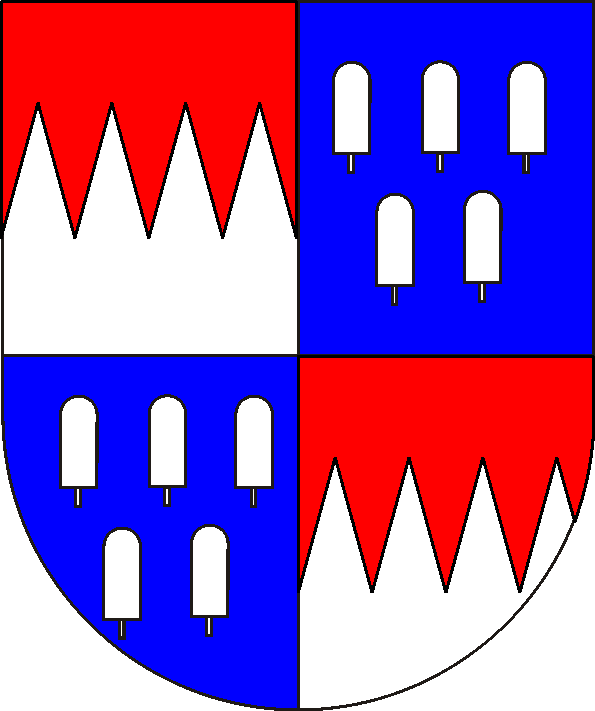
Graafschap Limpurg

In 1744 werden de graven uit de tak Hohenlohe-Waldenburg (Hohenlohe-Bartenstein en Hohenlohe-Schillingsfürst) tot rijksvorst verheven en in 1764 de graven uit de tak Hohenlohe-Neuenstein (Hohenlohe-Oehringen, Hohenlohe-Langenburg, Hohenlohe-Ingelfingen en Hohenlohe-Kirchberg). Het wapen werd uitgebreid met het rijkswapen als keizerlijk genadeteken.de schildvoet werd rood vanwege de vorstelijke regaliën en er kwam een hartschild, dat gekroond werd met een vorstenhoed zonder beugel. Het hartschild is mogelijk afgeleid van het wapen van het hertogen van Franken, waarvan de vorsten dachten af te stammen. De betekenis van het veld met de lelies in onbekend.
Ten gevolge van het huwelijk van Karel Philip van Hohenlohe-Bartenstein met Maria Frederike van Hessen-Homburg werd een aandeel in het graafschap Limpurg verworven en de wapens werden in dat van Hohenlohe-Bartenstein opgenomen.